# Rilhac-Rancon

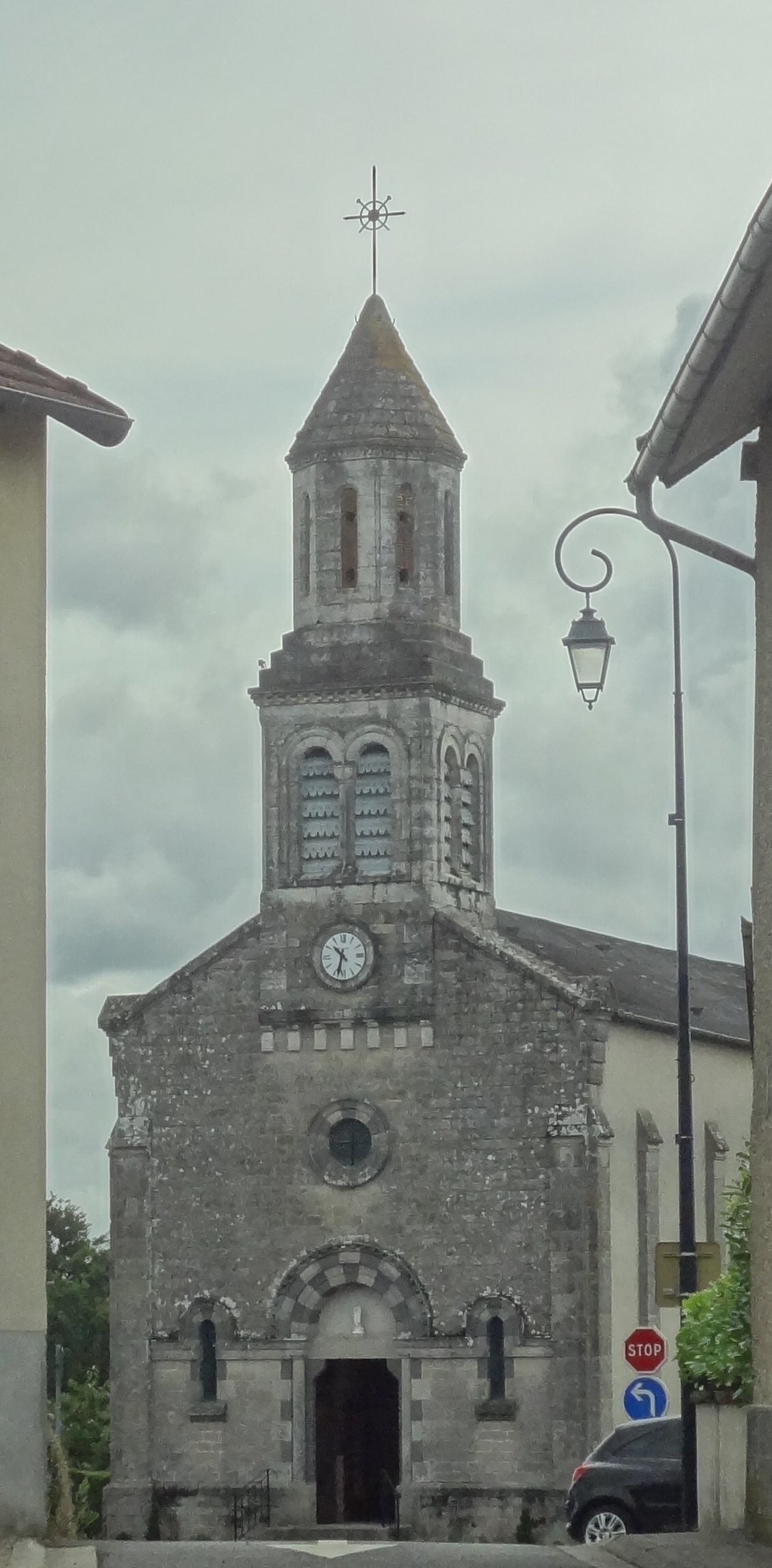
Kościół św. Augustyna (2014)

Rilhac-Rancon – miejscowość i gmina we Francji, w regionie Nowa Akwitania, w departamencie Haute-Vienne.
Według danych na rok 1990 gminę zamieszkiwały 3423 osoby, a gęstość zaludnienia wynosiła 196 osób/km² (wśród 747 gmin Limousin Rilhac-Rancon plasuje się na 25. miejscu pod względem liczby ludności, natomiast pod względem powierzchni na miejscu 396.).

## Populacja

Populacja Rilhac-Rancon w latach 1962–2008